# 朗公和尚塔
朗公和尚塔，位于中国河北省石家庄市孟村，为石家庄市元氏县的一个省级文物保护单位，类型为古建筑，公布时间为1993年7月15日。
朗公和尚塔的历史年代为元代。